# Tanaoneura hirticoxa
Tanaoneura hirticoxa är en stekelart som beskrevs av Lasalle 1987. Tanaoneura hirticoxa ingår i släktet Tanaoneura och familjen Tanaostigmatidae.
Artens utbredningsområde är Panama. Inga underarter finns listade i Catalogue of Life.